# アレクサンドル・スヴェチン
アレクサンドル・アンドレーエヴィチ・スヴェチン（ロシア語: Александр Андреевич Свечи́н, ラテン文字転写: Aleksandr Andreevich Svechin, 1878年8月17日 - 1938年7月29日）は、ロシア帝国、ソビエト連邦の軍人。ロシア帝国軍時代は少将。

## 経歴
オデッサ出身。父は将軍。

### 軍歴
- 1897年 - ミハイロフ砲兵学校卒業
- 1903年 - 参謀本部アカデミー卒業
- 1904年～1905年 - 日露戦争に従軍
- 1905年～1914年 - 参謀本部と参謀本部総局で勤務
- 1914年 - 最高司令官本部附属委任将校
- 1915年 - 連隊長
- 1917年 - 師団長
- 1917年7月 - 第5軍参謀長
- 1917年9月 - 北部戦線参謀長

### 赤軍
1918年3月から赤軍に入隊し、スモレンスク地区軍事指導官となった、1918年8月～11月、全ロシア参謀総長。1918年11月から労農赤軍参謀本部アカデミー（後のフルンゼ軍事大学）の教授。1918年～1921年の間、第一次世界大戦の経験研究に関する戦史委員会議長を兼任する。
1927年に上梓した『戦略』（Стратегия）において作戦術という概念を提唱しており、これは後の縦深戦略理論の礎となった。
1938年の大粛清最中、ソビエト連邦最高裁判所で有罪判決を受ける。
7月29日、モスクワ州コムナルカで射殺され、埋葬された。